# Myoxopsylla dryomydis
Myoxopsylla dryomydis är en loppart som beskrevs av Peus 1977. Myoxopsylla dryomydis ingår i släktet Myoxopsylla och familjen fågelloppor. Inga underarter finns listade i Catalogue of Life.